# Andreas Lang (Politiker)
Andreas Lang (* 30. Oktober 1896 in Burggen; † 28. November 1948 in Augsburg) war Mitbegründer der Christlich-Sozialen Union (CSU) und Mitglied des Bayerischen Landtages.

## Leben
Andreas Lang wuchs auf dem elterlichen Hof auf und arbeitete dort. Von 1914 bis 1918 nahm er am Ersten Weltkrieg teil. Nach Kriegsende war er in verschiedenen Gutsbetrieben tätig. 1924 übernahm er das väterliche Anwesen. Zwischen 1920 und 1945 war zudem bei der Raiffeisenkasse Burggen tätig. Als Vorstand einer Milchverwertungsgenossenschaft war er 1929 Bauherr einer neuen Molkerei. Er war Mitglied der Bayerischen Volkspartei (BVP) und deren letzter Bezirksvorsitzender. 1932 Kandidat für die Reichstagswahl und bis 1934 Kreisrat in Schongau. 1933 Vorsitzender der BVP im Landkreis Schongau. Vom 28. Juni 1933 bis 5. Juli 1933 befand er sich im Zusammenhang mit der Aktion der NSDAP gegen die Bayerische Volkspartei (BVP) in Kaufbeuren in Schutzhaft.
Nach dem Zweiten Weltkrieg war er von 1945 bis 1948 Bürgermeister seiner Heimat-Gemeinde. Er wurde zunächst von den Amerikanern eingesetzt, später bei den ersten freien Kommunalwahlen nach der NS-Zeit von den Burggenern gewählt. Er wurde der erste Vorsitzender der CSU im Orts- und Kreisverbandes Schongau, die am 1. November 1945 gegründet wurde. Sein Stellvertreter wurde Franz Josef Strauß. Zudem übernahm Lang kurze Zeit später das Amt des stellvertretenden Landrates. Zu der Zeit war der Landrat von Schongau sein Parteifreund Franz Josef Strauß.
1946 bis 1948 Mitglied des Landesvorstandes der CSU, MdL (CSU) und Mitglied des Vorstands der CSU-Landtagsfraktion.
Lang war vom 16. Dezember 1946 bis 28. November 1948 Landtagsabgeordneter des Bayerischen Landtages für die Stimmkreise Schongau und Starnberg. Dort war er im Zulassungsausschuss des Milch- und Fettwirtschaftsverband sowie der Vorsitzende des Torfwirtschaftsrat. Er war Mitglied beim Prüfungsausschuss zur Prüfung der Einsprüche nach Art. 6 des Gesetzes zur Siedlungs- und Bodenreform, beim Ausschuss für Ernährung und Landwirtschaft sowie Mitglied beim Besoldungsausschuss.
Im November 1948 starb Lang überraschend. Er wurde in Burggen beigesetzt. An der Trauerfeier nahm neben dem Redner Franz Josef Strauß auch der damalige Kultusminister Alois Hundhammer teil. Franz Josef Strauß schrieb als Landrat in einer Traueranzeige: „Der Landrat dankt ihm für die unermüdliche Arbeit seit dem Tag des Zusammenbruchs in einer über seine Kräfte hinausgehenden Pflichterfüllung, daß er selbstlos und tatkräftig im Neuaufbau mitgearbeitet und sich für alle Aufgaben uneigennützig zur Verfügung gestellt hat. Sein Name und sein Beispiel werden in der Geschichte des Landkreises fortleben als Vorbild eines vorbildlichen Bürgermeisters, eines pflichtbewußten Kreistagsmitgliedes, eines stellvertretenden Landrates mit unermüdlicher Hilfsbereitschaft.“
Er war verheiratet und hatte 8 Kinder.

## Quelle/Nachweise
- "Der Bayerische Landtag" (1946)
- Eintrag auf der Seite des Bayerischen Landtages (mit Foto) (abgerufen am 7. Oktober 2008)
- Eintrag und Bilder auf den Seiten der Gemeinde Burggen
- Eintrag auf Haus der bayerischen Geschichte
- Die CSU 1945 bis 1948: Protokolle und Materialien zur Frühgeschichte der Christlich-Sozialen Union / hrsg. im Auftrag des Instituts für Zeitgeschichte von Barbara Fait und Alf Mintzel unter Mitarbeit von Thomas Schlemmer – München: Oldenbourg
- Die Geschichte des Ortsverbandes Schongau
- Nachlass Andreas Lang MdL und CSU-Gründer Schongau im IfZ-Archiv zugänglich